# Regierung Petr Nečas
Die Regierung Nečas bildete zwischen dem 13. Juli 2010 und dem 10. Juli 2013 die Regierung Tschechiens.
Sie bestand aus einer konservativ-bürgerlichen Koalition der Parteien ODS, TOP 09 und LIDEM unter dem Ministerpräsidenten Petr Nečas. Die anfängliche Regierungspartei Věci veřejné (VV) hatte im April 2012 den Koalitionsvertrag formell aufgekündigt und verstand sich seitdem als „konstruktive Opposition“. Die bisherigen VV-Minister um Vizeregierungschefin Karolína Peake gehörten weiterhin dem Kabinett an. Sie konnten sich auf einige aus der VV ausgetretene Abgeordnete stützen, die mittlerweile die Partei LIDEM aus der Taufe gehoben haben. 
Die Regierung löste die Regierung Jan Fischer ab, eine Übergangsregierung aus von den großen Parteien ODS und ČSSD vorgeschlagenen Experten und hohen Beamten, nachdem sich bei der Parlamentswahl in Tschechien 2010 für die stimmenstärksten Sozialdemokraten (ČSSD) keine Koalitionschancen ergeben hatten. Mit allen 118 Stimmen der Koalition (von 200 Parlamentariern) erhielt sie am 10. August 2010 das Vertrauen des tschechischen Abgeordnetenhauses.
Die Amtszeit der Regierung endete am 17. Juni 2013 mit dem Rücktritt des Ministerpräsidenten nach einer Korruptionsaffäre. Bis zum Amtsantritt der Regierung Jiří Rusnok am 10. Juli 2013 verwalteten die bisherigen Minister noch kommissarisch das Amt.

## Zusammensetzung
Die ODS stellte neben dem Premier zunächst fünf Minister, die TOP 09 fünf Minister, die VV vier. Mit der Spaltung der VV-Fraktion verließen die amtierenden Minister der VV ihre Fraktion und verblieben in der Regierung. Ende 2012 arbeiteten drei Parteilose im Kabinett.
Der Regierung Nečas gehörten anfangs nur Männer an. Seit 1. Juli 2011 saß mit Karolína Peake auch eine Frau am Kabinettstisch. 
Umweltminister Pavel Drobil trat nach einem Korruptionsskandal um den Umweltfonds am 21. Dezember 2010 zurück. Gleichzeitig kam es im Abgeordnetenhaus zu einem Misstrauensantrag der linken Opposition. Das Amt wurde bis 17. Januar 2011 geschäftsführend von Rut Bízková geleitet.
Bildungsminister Josef Dobeš gab am 21. März 2012 seinen Rücktritt bekannt. Das Kabinett Nečas verlor somit zwei Jahre nach seinem Amtsbeginn bereits den achten Minister. Als Grund gab Dobeš die Sparvorgaben der Regierung an, für die er nicht die Verantwortung übernehmen wollte. Während seiner Amtszeit musste er sich allerdings mit mehreren Skandalen auseinandersetzen und stand unter starker öffentlicher Kritik.
Justizminister Jiří Pospíšil wurde am 27. Juni 2012 von Staatspräsident Klaus auf Bitten von Ministerpräsident Petr Nečas überraschend entlassen. Nečas begründete diesen Schritt offiziell mit Managementversagen des Ministers bei der Umsetzung des Sparkurses der Regierung. Die Opposition behauptete dagegen, dass der Entlassung ein Machtkampf innerhalb der Regierung über die Kontrolle der Staatsanwaltschaft zu Grunde liege.
Arbeitsminister Jaromír Drábek musste im Oktober 2012 wegen einer Korruptionsaffäre um seinen Stellvertreter zurücktreten.
Verkehrsminister Pavel Dobeš reichte am 14. November 2012 seinen Rücktritt zum 3. Dezember ein. Der Parteivorstand der LIDEM hatte ihn für Probleme verantwortlich gemacht, die mit einer Software der Kfz-Zulassungsbehörden entstanden waren.
Verteidigungsminister Alexandr Vondra erklärte am 28. November 2012 seinen Rücktritt mit Wirkung zum 7. Dezember 2012. Er begründete den Rücktritt mit seiner klar verpassten Wiederwahl bei den Wahlen zum Senat des Parlaments der Tschechischen Republik Anfang Oktober 2012. Tatsächlich gab es aber schon früher häufige Rücktrittsforderungen gegen Vondra im Zusammenhang mit der Vergabe überteuerter staatlicher Aufträge. Zur Nachfolgerin wurde am 12. Dezember Vizeregierungschefin Karolína Peake ernannt. Nach nur acht Tagen im Amt wurde jedoch auch Peake von Staatspräsident Klaus auf Betreiben des Ministerpräsidenten wegen eines Streits um die personelle Ausrichtung des Ministeriums wieder entlassen. Insbesondere gab es Streit um die Entlassung des stellvertretenden Verteidigungsministers Vlastimil Picek durch Peake. Nach einigen Wochen wurde Vlastimil Picek auf Vorschlag des Premierministers zum neuen Verteidigungsminister berufen.
Am 12. Juni 2013 erklärte die seit 18 Monaten amtierende Kulturministerin Alena Hanáková (für TOP 09) nach Kritik an ihrer Arbeit von Kulturschaffenden aufgrund mangelnden Rückhalt in der eigenen Partei ihren Rücktritt mit Wirkung zum 30. Juni. Das war zu der Zeit der 13. Ministerwechsel in der damaligen Legislatur. Da am 17. Juni Premier Nečas seinen Rücktritt einreichte und damit ohnehin die Amtszeit der gesamten Regierung endet, kam es nicht mehr zur beabsichtigten Ämterniederlegung Hanákovás.

## Regierungskrisen
Die Verurteilung des ehemaligen Verkehrsministers und amtierenden Fraktionsvorsitzenden der VV-Partei, Vít Bárta, wegen Bestechung von Abgeordneten seiner eigenen Partei im April 2012 führte mit dem Auseinanderbrechen der VV-Fraktion auch zu einer größeren Regierungskrise. Die VV beschloss formal den Austritt aus der Koalition, allerdings stimmten einige Abgeordnete und alle amtierenden Minister der VV gegen diesen Schritt. Der Ministerpräsident schloss vorgezogene Neuwahlen nicht aus. Allerdings überstand die Regierung eine Vertrauensabstimmung am 27. April 2012, weil die regierungstreuen Abgeordneten der VV mittlerweile ihre Fraktion verlassen hatten und gegen den Misstrauensantrag stimmten. Die Regierung erhielt dabei die Zustimmung von 105 von 200 Abgeordneten der Abgeordnetenkammer, 93 Abgeordnete erklärten ihr Misstrauen. Die Fraktionen der ODS, der TOP 09 und der regierungstreuen VV-Plattform um die stellv. Ministerpräsidentin Karolína Peake stimmten geschlossen für die Regierung, zudem stimmten drei der in der VV-Fraktion verbliebenen Abgeordneten, der fraktionslose Abgeordnete Pavel Bém und ein weiterer aus der ODS-Fraktion ausgetretener Abgeordneter für die Regierung und sicherten so ihre Mehrheit. Die in der Regierung verbliebenen Minister und regierungstreuen Abgeordneten traten der kurz darauf von Karolína Peake gegründeten Partei LIDEM bei, die den Koalitionsvertrag erneuerte.
Zu einer weiteren Regierungskrise kam es im Herbst 2012 während der Haushaltsberatungen. Sechs Abgeordnete der ODS von Premier Nečas erklärten, den Haushalt wegen vorgesehener Steuererhöhungen nicht mittragen zu können. Die Regierung hätte damit keine Mehrheit mehr in der Abgeordnetenkammer. Finanzminister Miroslav Kalousek zog den Haushaltsentwurf daraufhin am 24. Oktober 2012 zunächst wieder zurück. Am 31. Oktober 2012 trat einer dieser sechs Abgeordneten auch formal aus der ODS-Fraktion aus. Die Regierungsfraktionen der ODS, TOP 09 und LIDEM verfügen damit nur noch über 99 von 200 Sitzen im Abgeordnetenhaus. Letztendlich legten drei der fünf verbliebenen Abgeordneten ihr Parlamentsmandat nieder, zwei stimmten dem Reformpaket doch zu. Die Regierung überstand dadurch – auch dank der Unterstützung einiger fraktionsloser Abgeordneter – mit 101 zu 93 Stimmen am 7. November 2012 die mit dem umstrittenen Reformpaket verknüpfte Vertrauensabstimmung.
Die Entlassung von Vizepremierministerin Peake vom Amt der Verteidigungsministerin nach nur acht Tagen löste eine erneute Regierungskrise aus. Peake erklärte bei ihrer Entlassung, dass damit ein Verbleib der LIDEM in der Regierung nur noch schwerlich vorstellbar sei. Am 3. Januar 2013 bestätigte der Vorstand der LIDEM einen unmittelbar nach der Entlassung Peakes gefassten Beschluss, dass die in der Regierung verbliebenen Minister am 10. Januar 2013 ihren Rücktritt erklären sollen, aber gleichzeitig beschloss der Vorstand, einen bereits angekündigten Misstrauensantrag der Opposition gegen die Regierung nicht zu unterstützen. Gleichzeitig zeigte sich der Vorstand grundsätzlich gesprächsbereit über einen Verbleib in der Koalition. Die LIDEM hob am 8. Januar 2013 den Rücktrittsbeschluss ihrer Minister wieder auf. Stattdessen sollte bis Ende des Monates der Verbleib der LIDEM in einem erneuerten Koalitionsvertrag geregelt werden. Den Misstrauensantrag der Sozialdemokraten wehrte die Regierung erfolgreich ab: Von 200 Abgeordneten stimmten 92 dem Misstrauensantrag zu, 97 stimmten dagegen, womit die für die Abwahl notwendige Mehrheit von 101 nicht erreicht wurde.
Eine erneute Regierungskrise brach am 13. Juni 2013 aus: Eine spezielle Korruptionsbekämpfungsabteilung der Polizei durchsuchte im Rahmen einer Razzia Räume im Regierungsamt des Ministerpräsidenten und nahm neben einigen einflussreichen Lobbyisten die Büroleiterin des Premierministers Jana Nagyová, den ehemaligen Landwirtschaftsminister Ivan Fuksa und den ehemaligen Fraktionsvorsitzenden der ODS im Abgeordnetenhaus Petr Tluchoř fest. Beide gehörten zu den sog. „Rebellen“ in der ODS, die im Herbst 2012 die Steuerpolitik des Ministerpräsidenten nicht unterstützt hatten und den Konflikt durch ihre Mandatsniederlegung lösten. Medienberichten zufolge wechselten sie daraufhin auf lukrative Aufsichtsratsposten in Staatsbetrieben. Die Zusammenhänge der Festnahmen blieben zunächst unklar, doch sprach die Opposition bereits vom größten Skandal der letzten 20 Jahre. Der Ministerpräsident lehnte zunächst jedoch einen Rücktritt ab. Am Folgetag wurde bekannt, dass der Büroleiterin Nagyová unter anderem ein Missbrauch des Militärgeheimdienstes zur Bespitzelung der Ehefrau des Premierministers zur Last gelegt wird. Der Ministerpräsident hatte kurz zuvor seine Trennung öffentlich gemacht. Am 16. Juni 2013 kündigte Ministerpräsident Nečas in Folge dieser Krise seinen Rücktritt für den Folgetag an. Mit seiner Amtszeit endet auch gemäß der Verfassung die Amtszeit der gesamten Regierung.
Seit dem 17. Juni 2013 waren die Mitglieder der Regierung Nečas daher nur noch kommissarisch im Amt. Die Koalition einigte sich zwar auf eine Fortsetzung der gemeinsamen Arbeit unter der Präsidentin der Abgeordnetenkammer Miroslava Němcová als neue Premierministerin, Staatspräsident Miloš Zeman erteilte aber stattdessen Jiří Rusnok den Auftrag zur Regierungsbildung, obwohl die Koalition die Erklärung von 101 (von 200) Abgeordneten zur Unterstützung Němcovás vorgelegt hatten. Die Minister von Rusnoks Kabinett wurden am 10. Juli 2013 angelobt, womit die bisherigen Amtsinhaber aus dem Amt schieden.

## Minister
| Amt                                                                          | Name | Partei                                      |
| ---------------------------------------------------------------------------- | --- | ------------------------------------------- |
| Ministerpräsident                                                            | Petr Nečas | ODS                                         |
| Außenminister und Vize-Ministerpräsident                                     | Karel Schwarzenberg | TOP 09                                      |
| Vize-Ministerpräsident                                                       | Radek John bis 20. Mai 2011 Karolína Peake seit 1. Juli 2011                                                                | VV VV, ab 2012 LIDEM                        |
| Innenminister                                                                | Radek John bis 21. April 2011 Jan Kubice seit 22. April 2011                                                                | VV parteilos                                |
| Finanzminister                                                               | Miroslav Kalousek | TOP 09                                      |
| Minister für Wirtschaft und Handel                                           | Martin Kocourek bis 14. Nov. 2011 Martin Kuba seit 16. Nov. 2011                                                            | ODS ODS                                     |
| Justizminister Chef des Legislativrates bis 1. Juli 2011                     | Jiří Pospíšil bis 27. Juni 2012 Pavel Blažek seit 3. Juli 2012                                                              | ODS ODS                                     |
| Minister für Arbeit und Soziales                                             | Jaromír Drábek bis 31. Okt. 2012 Ludmila Müllerová ab 16. Nov. 2012                                                         | TOP 09                                      |
| Verkehrsminister                                                             | Vít Bárta bis 21. April 2011 Radek Šmerda bis 1. Juli 2011 Pavel Dobeš seit 1. Juli 2011 Zbyněk Stanjura seit 12. Dez. 2012 | VV parteilos (für VV) VV, ab 2012 LIDEM ODS |
| Gesundheitsminister                                                          | Leoš Heger | TOP 09                                      |
| Umweltminister                                                               | Pavel Drobil bis 21. Dez. 2010 Tomáš Chalupa seit 17. Jan. 2011                                                             | ODS ODS                                     |
| Landwirtschaftsminister                                                      | Ivan Fuksa bis 4. Okt. 2011 Petr Bendl seit 6. Okt. 2011                                                                    | ODS ODS                                     |
| Kulturminister                                                               | Jiří Besser bis 16. Dez. 2011 Alena Hanáková bis 30. Juni 2013                                                              | TOP 09 parteilos (für TOP 09)               |
| Verteidigungsminister                                                        | Alexandr Vondra bis 7. Dez. 2012 Karolína Peake bis 20. Dez. 2012 Vlastimil Picek ab 19. März 2013                          | ODS LIDEM parteilos                         |
| Minister für regionale Entwicklung                                           | Kamil Jankovský | VV, ab 2012 LIDEM                           |
| Minister für Erziehung, Jugend und Sport                                     | Josef Dobeš bis 31. März 2012 Petr Fiala seit 2. Mai 2012                                                                   | VV parteilos                                |
| Minister ohne Portefeuille und Chef des Legislativrates ab 12. Dezember 2012 | Petr Mlsna | parteilos (für LIDEM)                       |